# Подія (фільм, 2021)
«Подія» (фр. L'événement) — художній фільм французької режисерки Одрі Діван, нагороджений «Золотим левом» на 78-му Венеціанському кінофестивалі у вересні 2021 року. Заснований на однойменному романі Анні Ерно. Головні ролі в картині зіграли Анамарія Вартоломей і Луана Баджрамі.

## Сюжет
Дія фільму відбувається у Франції в 1963 році. Головна героїня — студентка, яка раптово дізнається про свою вагітність. Над її блискучим майбутнім нависає загроза, але дівчина не знає, що робити: аборти в її країні заборонені.

## У ролях
| Актор               | Роль |
| ------------------- | ---- |
| Анамарія Вартоломей | Анна |
| Кейсі Мотта-Кляйн   |      |
| Луана Баджрамі      |      |
| Сандрін Боннер      |      |
| Піо Марман          |      |
| Анна Муглаліс       |      |

## Нагороди та номінації
- 2021 — «Золотий лев» Венеціанського кінофестивалю[5].